# Frank Domayo
Frank Raymond Domayo (Dar es Salaam, 16 febbraio 1993) è un calciatore tanzaniano, centrocampista dell'Azam e della nazionale tanzaniana.

## Caratteristiche tecniche
È un trequartista, ma può essere impiegato anche come centrocampista centrale.

## Carriera

### Club
Ha militato fino al 2012 nel JKT Ruvu Stars. Nel 2012 si è trasferito allo Young Africans. Nel 2014 viene acquistato dall'Azam.

### Nazionale
Ha debuttato con la nazionale il 26 maggio 2012, nell'amichevole Tanzania-Malawi (0-0).

## Palmarès

### Club

#### Competizioni nazionali
- Campionato di calcio della Tanzania: 1

Young Africans: 2012-2013
- Tanzania FA Cup: 1

Azam: 2018-2019